# Zagadka Endkhauza
Pour plus de détails, voir Fiche technique et Distribution.
Zagadka Endkhauza est un film russe réalisé par Vadim Derbeniov, sorti en 1989. Il est adapté du roman La Maison du péril d'Agatha Christie, mettant en scène le détective belge Hercule Poirot.

## Fiche technique
- Titre original : Zagadka Endkhauza
- Réalisation : Vadim Derbeniov
- Scénario : Vadim Derbeniov, d'après le roman La Maison du péril d'Agatha Christie
- Photographie : Leonid Kalachnikov
- Musique : Mikhaïl Tariverdiev
- Sociétés de production : Krug et Mosfilm
- Pays d'origine : URSS
- Langue originale : russe
- Format : couleur
- Genre : Film policier
- Durée : 102 minutes
- Dates de sortie :
  -  Russie : 1989

## Distribution
- Anatoli Ravikovitch : Hercule Poirot
- Ilona Ozola
- Virginija Kelmelyte
- Dmitri Krylov : Capitaine Hastings
- Inara Slucka
- Andreï Kharitonov